# Smolniki (Kujawa)
Smolniki – osada wsi Kujawa w Polsce położona w województwie kujawsko-pomorskim, w powiecie brodnickim, w gminie Osiek.
W latach 1975–1998 Smolniki administracyjnie należały do województwa toruńskiego.